# 西林県
西林県（せいりん-けん）は中華人民共和国広西チワン族自治区百色市に位置する県。

## 行政区画
- 鎮:八達鎮、古障鎮、那労鎮、馬蚌鎮
- 郷:西平郷
- 民族郷:普合ミャオ族郷、那佐ミャオ族郷、足別ヤオ族ミャオ族郷

## 出身者
- 岑毓英 - 清末の政治家。雲貴総督などを歴任。回族反乱鎮圧や清仏戦争に参加した。
- 岑春煊 - 岑毓英の子。清末民初の政治家。袁世凱に敵対し、護国戦争の指導者の一人となる。後に護法運動にも参加したが、同じ陣営の孫文（孫中山）と対立。